# Гіггінсвілл (Міссурі)
Гіггінсвілл (англ. Higginsville) — місто (англ. city) в США, в окрузі Лафаєтт штату Міссурі. Населення — 4817 осіб (2020).

## Географія
Гіггінсвілл розташований за координатами 39°3′47″ пн. ш. 93°43′45″ зх. д. / 39.06306° пн. ш. 93.72917° зх. д. (39.063160, -93.729076).  За даними Бюро перепису населення США в 2010 році місто мало площу 9,93 км², з яких 9,85 км² — суходіл та 0,08 км² — водойми.

## Демографія
Згідно з переписом 2010 року, у місті мешкало 4797 осіб у 1961 домогосподарстві у складі 1208 родин. Густота населення становила 483 особи/км².  Було 2234 помешкання (225/км²).
Расовий склад населення:
| - 91,4 % — білих - 5,3 % — чорних або афроамериканців - 0,5 % — азіатів - 0,1 % — вихідців з тихоокеанських островів - 0,1 % — корінних американців |

До двох чи більше рас належало 1,9 %. Частка іспаномовних становила 2,2 % від усіх жителів.
За віковим діапазоном населення розподілялося таким чином: 23,6 % — особи молодші 18 років, 58,2 % — особи у віці 18—64 років, 18,2 % — особи у віці 65 років та старші. Медіана віку мешканця становила 39,5 року. На 100 осіб жіночої статі у місті припадало 90,7 чоловіків;  на 100 жінок у віці від 18 років та старших — 86,7 чоловіків також старших 18 років.
Середній дохід на одне домашнє господарство  становив 52 282 долари США (медіана — 44 542), а середній дохід на одну сім'ю — 58 839 доларів (медіана — 50 357). Медіана доходів становила 37 873 долари для чоловіків та 28 155 доларів для жінок. За межею бідності перебувало 18,0 % осіб, у тому числі 29,8 % дітей у віці до 18 років та 7,1 % осіб у віці 65 років та старших.
Цивільне працевлаштоване населення становило 2046 осіб. Основні галузі зайнятості: освіта, охорона здоров'я та соціальна допомога — 26,3 %, роздрібна торгівля — 12,6 %, виробництво — 11,3 %.